# Moustier
För andra betydelser, se Moustier (olika betydelser).
Moustier är en kommun i departementet Lot-et-Garonne i regionen Nouvelle-Aquitaine i sydvästra Frankrike. Kommunen ligger i kantonen Duras som tillhör arrondissementet Marmande. År 2022 hade Moustier 318 invånare.

## Befolkningsutveckling
Antalet invånare i kommunen Moustier
| Referens: INSEE |